# Duby letní Na Jelenách u Kunratického lesa
Duby letní na Jelenách u Kunratického lesa jsou tři památné stromy, které rostou v Praze 4 na východním okraji Kunratického lesa. Jsou považovány za hraniční stromy.

## Parametry stromů
- Výška (m): 18–33 (k roku 2013)
- Obvod (cm): 283–369 (k roku 2013)
- Ochranné pásmo: vyhlášené – kruh o poloměru desetinásobku průměru kmene v 1,3 m na p.č. 864/1, 2342/1 k.ú. Kunratice a 2113/1, 2112 k.ú. Chodov
- Datum prvního vyhlášení: 29.12.1999[1][2]
- Odhadované stáří: 170 let (k roku 2016)[3]

## Popis
Statné stromy rostou v oblouku u cesty k Václavovu hrádku přibližně 300 metrů jižně od samostatně rostoucího památného hraničního dubu. První strom roste při vstupu do lesa, druhý a třetí po cestě západním směrem na okraji lesa. Svým vzrůstem všechny tři převyšují okolní porost. Každý z dubů má jiný tvar a rozložení větví. Nejnižší je první dub u vstupu do lesa, má nejmenší obvod kmene, avšak pěknou košatou korunu. Její větve směřují ven z lesa. Druhý dub je nejvyšší, má dlouhý rovný kmen a vějířovitou korunu až vysoko nad okolním porostem. Třetí dub má masivní dlouhý kmen, který se ve výšce rozděluje na dvě hlavní větve. Jeho koruna je však nevelká, poničil ji silný vítr.
Zdravotní stav všech dubů je velmi dobrý.

## Historie
Stromy byly vysazeny kolem roku 1845. Nedaleko nich je přírodní památka Údolí Kunratického potoka, vyhlášená roku 1988.

## Památné stromy v okolí
- Hraniční dub v Kunraticích
- Jilm vaz v Michelském lese
- Sekvojovce v Michelském lese

## Turismus
Okolo dubů vede turistická značená trasa  1007 od metra C-Roztyly k Zeleným domkům.